# Narcisismo coletivo
Em psicologia social, o narcisismo coletivo (ou narcisismo de grupo) é a tendência para exagerar a imagem positiva e a importância de um grupo ao qual se pertence. Enquanto a definição clássica de narcisismo se concentra no indivíduo, o narcisismo coletivo estende este conceito a opiniões excessivamente elevadas semelhantes sobre o grupo social de uma pessoa e sugere que um grupo pode funcionar como uma entidade narcisista.
O narcisismo coletivo está relacionado com o etnocentrismo. Enquanto que o etnocentrismo é uma afirmação da supremacia do endogrupo, o narcisismo coletivo é uma tendência autodefensiva de investir um direito próprio não realizado numa crença na singularidade e grandeza de um endogrupo. Assim, espera-se que o endogrupo se torne um veículo de atualização do auto-direito frustrado.  Além disso, o etnocentrismo concentra-se principalmente no egocentrismo a nível étnico ou cultural, enquanto que o narcisismo colectivo estende-se a qualquer tipo de grupo interno.  
O narcisismo coletivo está associado com a hostilidade intergrupal.

## Desenvolvimento do conceito
No estudo de Sigmund Freud de 1922, Psicologia de Grupo e Análise do Ego, Freud observou como cada pequeno cantão olha os outros com desprezo,  como um exemplo do que mais tarde seria chamado de teoria do narcisismo coletivo de Freud.  Wilhelm Reich e Isaiah Berlin exploraram o que este último chamou de ascensão do narcisismo nacional moderno: a autoadoração dos povos.  O "narcisismo de grupo" é descrito num livro de 1973 intitulado Anatomia da Destrutividade Humana, do psicólogo Erich Fromm.  Na década de 1990, Pierre Bourdieu escreveu sobre uma espécie de narcisismo coletivo que afeta grupos intelectuais, inclinando-os a lançar um olhar complacente sobre si mesmos.  Observando como o desejo das pessoas de ver os seus próprios grupos como melhores do que outros grupos pode levar ao preconceito intergrupal, Henri Tajfel abordou os mesmos fenómenos nas décadas de setenta e oitenta, de modo a criar a teoria da identidade social, que argumenta que a motivação das pessoas para obter autoestima positiva das suas associações de grupo é uma força motriz por trás do preconceito intragrupal.  Sam Vaknin escreveu um ensaio sobre "narcisismo coletivo" em 2002, no seu livro "Malignant Self-love: Narcissism Revisited". O termo "narcisismo coletivo" foi destacado novamente pela investigadora Agnieszka Golec de Zavala      que criou a Escala de Narcisismo Coletivo  e desenvolveu investigações sobre consequências intergrupais e políticas do narcisismo coletivo. Pessoas com pontuação alta na Escala de Narcisistas Coletivos concordam que a importância e o valor do seu grupo não são suficientemente reconhecidos pelos outros e que o seu grupo merece tratamento especial. Insistem que o seu grupo deve obter reconhecimento e respeito especiais.
A escala foi modelada no Inventário de Personalidade Narcisista. No entanto, o narcisismo coletivo e individual são modestamente correlacionados. Apenas o narcisismo coletivo prevê comportamentos e atitudes intergrupais. O narcisismo coletivo está relacionado com o narcisismo vulnerável (narcisismo individual que se manifesta como estilo interpessoal desconfiado e neurótico) e ao narcisismo grandioso (narcisismo individual que se manifesta como estilo interpessoal excessivamente auto-engrandecedor) e à baixa autoestima.   Isto está de acordo com a teorização de Theodore Adorno, que propôs que o narcisismo coletivo motivou o apoio à política nazi na Alemanha e foi uma resposta ao sentido de autoestima prejudicado. 